# Corrado Bafile
Corrado Bafile, italijanski rimskokatoliški duhovnik, škof in kardinal, * 4. julij 1903, L'Aquila, † 3. februar 2005.

## Življenjepis
11. aprila 1936 je prejel duhovniško posvečenje.
13. februarja 1960 je bil imenovan za naslovnega nadškofa pisidijske Antiohije in za apostolskega nuncija v Nemčiji; škofovsko posvečenje je prejel 19. marca istega leta.
11. julija 1975 je postal proprefekt Kongregacije za zadeve svetnikov.
24. maja 1976 je bil povzdignjen v kardinala in imenovan za kardinal-diakona S. Maria in Portico; naslednji dan je postal prefekt Kongregacije za zadeve svetnikov; s tega položaja se je upokojil 27. junija 1980.
22. junija 1987 je bil imenovan za kardinal-duhovnika S. Maria in Portico.
Umrl je v 102. letu starosti.